# Отто Доннер
Отто Доннер (швед. Otto Donner, фін. Otto Donner; 1835–1909) — фінський лінгвіст, фіно-угрознавець і політик; батько Кая Доннера.

## Життєпис
Народився 15 грудня 1835 в місті Коккола Вазаської губернії на узбережжі Ботнічної затоки.
Отримавши відповідну освіту, Доннер з 1875 по 1905 обіймав посаду професора санскриту і порівняльно-історичного мовознавства в Гельсінгфорському університеті (нині Гельсінський університет).

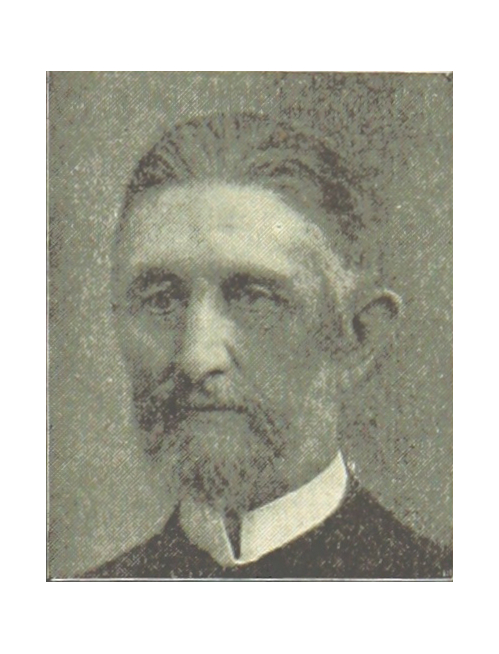
Отто Доннер

У 1883 Доннер, разом з Йоганном Рейнгольдом Аспеліном, Августом Алквістою, Еліасом Леннрутом, Захаріасом Топеліусом та іншими представниками фінської інтелігенції заснував у столиці Фінляндії Фіно-угорське товариство, а десять років по тому став його президентом. З 1886 по 1891 редагував друкований журнал цього товариства «Journal de la Société finno-ougrienne».
Професор Доннер був одним з членів Товариства археології, історії та етнографії при Казанському університеті.
Крім наукової діяльності, Доннер активно брав участь і в політичному житті країни.
1877–1905 — член Сейму Фінляндії.
1905–1908 — обіймав посаду міністра освіти Фінляндії. Його рідною мовою була шведська, але за переконаннями він був феноманом.
Основні праці вченого стосувалися області індоєвропейського та фіно-угорського мовознавства; серед численних робіт виданих Доннером найбільш відомі такі: «Cosmogonie des Hindous comparée à celle des Finnois» (1865); «Vergleichendes Wörterbuch der finnisch-ugrischen Sprachen» (1874–1884); «Die gegenseitige Verwandschaft der finnisch-ugrischen Sprachen» («Acta Societatis scientiarum fennicae», 1880, том XI); «Sur les Contrées de la Russie autrefois occupées par les Finnois» («Acta Societatis scientiarum fennicae», 1875); «Lieder der Lappen» (з фінським і німецьким перекладами, 1876) .
Отто Доннер помер 17 вересня 1909 року в Гельсінгфорсі.
Його син Кай пішов по стопах батька і теж присвятив своє життя науці.